# Fiat R.22
Le Fiat R.22 est un avion militaire italien de l'entre deux guerres produit par le constructeur italien Fiat Aviazione à partir de 1925.

## Histoire
Conçu par l'ingénieur Celestino Rosatelli, cet avion avait une ressemblance avec le bombardier Fiat BR.2.
Deux prototypes furent construits et volèrent en 1926. 

## Conception
Le Fiat R.22 était un biplan construit entièrement en métal, solution innovante pour l'époque où souvent la structure des avions était mixte, bois et métal. Le poste de pilotage abritait deux personnes en tandem, le pilote à l'avant et l'observateur derrière qui disposait des commandes des mitrailleuses de défense.
L'avion était équipé d'un moteur Fiat A.22, un 12 cylindres en V à 60°, refroidi par liquide, qui développait une puissance de 550 ch.
L'avion disposait de 4 mitrailleuses de calibre 7,7 mm, deux disposées dans la partie avant du fuselage pour tirer à travers l'hélice et deux mobiles à l'arrière.

## Utilisation opérationnelle
Le Fiat R.22 équipa les divisions de reconnaissance de la Regia Aeronautica dès 1925.
À partir de 1928, six Fiat R.22 équipés de moteurs Fiat A.22T, avec six Fiat-Ansaldo A.120, accomplirent un tour d'Europe en partant de Rome, rejoignirent Londres puis Berlin, afin de faire connaître ces deux appareils et tenter de décrocher quelques commandes. L'initiative connut un grand retentissement médiatique mais ne donna aucun résultat commercial pour le Fiat R.22, de nombreuses options d'achat mais aucune commande ferme.

## Utilisateurs
Italie
- Regia Aeronautica